# Jayma Mays
Jamia Suzette „Jayma” Mays (Bristol, Tennessee, 1979. július 16. –) amerikai színésznő és énekes.

## Fiatalkora és pályafutása
1979. július 16-án született Tennessee állam Bristol városában. Édesanyja Susan Paulette, édesapja James Edwin Mays. 
Első televíziós megjelenése 2004-ben egy epizódszerep volt a Joey című sorozatban. Egy évvel később az Éjszakai járat című filmben mutatkozott be mellékszereplőként.

## Magánélete
A Bazi nagy film 2006-os forgatásán ismerkedett meg Adam Campbellel, akivel 2007-ben összeházasodott. 2016-ban adott életet kisfiának, aki a Jude Jones nevet kapta.

## Filmográfia

### Film
| Év   | Cím Eredeti cím                                                                              | Szerep                      | Magyar hang     |
| ---- | -------------------------------------------------------------------------------------------- | --------------------------- | --------------- |
| 2005 | Éjszakai járat (Red Eye)                                                                     | Cynthia                     | Mezei Kitty     |
| 2006 | Vak-randi (Blind Dating)                                                                     | Mandy                       |                 |
| 2006 | A dicsőség zászlaja (Flags of Our Fathers)                                                   | Nővér Hawaii-n              | Fekete Linda    |
| 2007 | Bazi nagy film (Epic Movie)                                                                  | Lucy                        |                 |
| 2007 | Besütizve (Smiley Face)                                                                      | Színész                     |                 |
| 2007 | (Bar Starz)                                                                                  | Tiffany                     |                 |
| 2008 | A ZseniKém hősei elszabadultak! (Get Smart's Bruce and Lloyd Out of Control)                 | Nina                        | Dögei Éva       |
| 2009 | A pláza ásza (Paul Blart: Mall Cop)                                                          | Amy Anderson                | Peller Anna     |
| 2011 | Hupikék törpikék (The Smurfs)                                                                | Grace Winslow               | Zsigmond Tamara |
| 2013 | Hupikék törpikék 2. (The Smurfs 2)                                                           | Grace Winslow               | Zsigmond Tamara |
| 2013 | (Last Weekend)                                                                               | Blake Curtis                |                 |
| 2015 | Az utaskísérő – Senkit nem hagy kielégítetlenül (Larry Gaye: Renegade Male Flight Attendant) | April Elizabeth Farnekowski | Roatis Andrea   |
| 2017 | Barry Seal: A beszállító (American Made)                                                     | Dana Sibota                 | Haumann Petra   |
| 2020 | Little Willy                                                                                 | Mrs. Caruthers              |                 |
| 2020 | Bill & Ted Face the Music                                                                    | Princess Joanna             |                 |

### Televízió
| Év        | Cím                     | Szerep          |
| --------- | ----------------------- | --------------- |
| 2004      | Joey                    | Molly           |
| 2005      | Így jártam anyátokkal   | Rucimaca        |
| 2006–2010 | Hősök                   | Charlie Andrews |
| 2007–2008 | Ki ez a lány?           | Charlie         |
| 2009      | Glee – Sztárok leszünk! | Emma Pillsbury  |
| 2013      | Millerék                | Debbie          |
| 2014–2015 | Getting On              | Suzi Sasso      |